# Jiří Procházka
Jiří Procházka (Znojmo, 14 de outubro de 1992) é um lutador de artes marciais mistas profissional tcheco. Procházka foi campeão mundial de MMA pelo Rizin FF, e pelo UFC na categoria dos Meio-Pesados, em 2019 e 2022, respectivamente.

## Biografia
Procházka nasceu em 14 de outubro de 1992 na República Federal Checa e Eslovaca.
Em sua juventude, Procházka jogava futebol amador pelo TJ Družstevník Hostěradice.
Ele é torcedor do FC Zbrojovka Brno e esteve envolvido com torcidas organizadas do clube participando em brigas com outras torcidas, algo que mudou quando começou a treinar artes marciais.

## Carreira no MMA

### Gladiator Fighting Championship
Procházka fez sua estreia no MMA em abril de 2012 pelo Gladiator Fighting Championship, a maior organização de MMA da República Tcheca na época.

#### Cinturão Meio-Pesado Inaugural
Em sua décima luta profissional, ele conquistou o cinturão meio pesado do evento ao derrotar Martin Šolc por nocaute em dezembro de 2013.

### Rizin Fighting Federation
Procházka fez sua estreia no Rizin contra Satoshi Ishii em 29 de dezembro de 2015. Ele venceu por nocaute no primeiro round.

### Ultimate Fighting Championship
Procházka fez sua estreia no UFC contra Volkan Oezdemir em 11 de julho de 2020 no UFC 251: Usman vs. Masvidal. Ele venceu por nocaute no primeiro round.

## Cartel no MMA
| Cartel no MMA   |             |            |
| 36 lutas        | 30 vitórias | 5 derrotas |
| Por nocaute     | 26          | 4          |
| Por finalização | 3           | 1          |
| Por decisão     | 1           | 0          |
| Empates         | 1           | 1          |

| Res.    | Cartel | Oponente                  | Método                                     | Evento                                                | Data       | Round | Tempo | Local                    | Notas |
| ------- | ------ | ------------------------- | ------------------------------------------ | ----------------------------------------------------- | ---------- | ----- | ----- | ------------------------ | --- |
| Derrota | 30-5-1 | Alex Pereira              | Nocaute Técnico (chute na cabeça e socos)  | UFC 303: Pereira vs. Procházka 2                      | 29/06/2024 | 2     | 0:13  | Las Vegas, Nevada        | Pelo Cinturão Meio Pesado do UFC.                                                                                                 |
| Vitória | 30-4-1 | Aleksandar Rakić          | Nocaute Técnico (socos)                    | UFC 300: Pereira vs. Hill                             | 13/04/2024 | 2     | 3:17  | Las Vegas, Nevada        | Performance da Noite. |
| Derrota | 29-4-1 | Alex Pereira              | Nocaute (socos e cotoveladas)              | UFC 295: Procházka vs. Pereira                        | 11/11/2023 | 2     | 4:08  | Nova Iorque, Nova Iorque | Pelo Cinturão Meio Pesado Vago do UFC.                                                                                            |
| Vitória | 29-3-1 | Glover Teixeira           | Finalização (mata leão)                    | UFC 275: Teixeira vs. Procházka                       | 12/06/2022 | 5     | 4:32  | Kallang                  | Ganhou o Cinturão Meio Pesado do UFC; Luta da Noite; Luta do Ano (2022). Em Novembro de 2022 vagou o cinturão devido a uma lesão. |
| Vitória | 28-3-1 | Dominick Reyes            | Nocaute (cotovelada rodada)                | UFC on ESPN: Reyes vs. Procházka                      | 01/05/2021 | 2     | 4:29  | Las Vegas, Nevada        | Luta e Performance da Noite. |
| Vitória | 27-3-1 | Volkan Oezdemir           | Nocaute (soco)                             | UFC 251: Usman vs. Masvidal                           | 11/07/2020 | 2     | 0:49  | Abu Dhabi                | Estreia no UFC; Performance da Noite.                                                                                             |
| Vitória | 26-3-1 | C.B. Dollaway             | Nocaute (socos)                            | Rizin 20                                              | 31/12/2019 | 1     | 1:55  | Saitama                  | Defendeu o Cinturão Meio Pesado do Rizin.                                                                                         |
| Vitória | 25-3-1 | Fábio Maldonado           | Nocaute (socos)                            | Rizin 19                                              | 12/10/2019 | 1     | 1:49  | Osaka                    | |
| Vitória | 24-3-1 | Muhammed Lawal            | Nocaute Técnico (socos)                    | Rizin 15                                              | 21/04/2019 | 3     | 3:02  | Yokohama                 | Ganhou o Cinturão Meio Pesado Inaugural do Rizin.                                                                                 |
| Vitória | 23-3-1 | Brandon Halsey            | Nocaute (socos)                            | Rizin 14                                              | 31/12/2018 | 1     | 6:30  | Saitama                  | |
| Vitória | 22-3-1 | Jake Heun                 | Nocaute Técnico (socos)                    | Rizin 13                                              | 30/09/2018 | 1     | 4:29  | Saitama                  | |
| Vitória | 21-3-1 | Bruno Henrique Cappelozza | Nocaute (socos)                            | Rizin 11                                              | 28/07/2018 | 1     | 1:23  | Saitama                  | |
| Vitória | 20-3-1 | Karl Albrektsson          | Nocaute Técnico (socos)                    | Rizin World Grand Prix 2017: 2nd Round                | 29/12/2017 | 1     | 9:57  | Saitama                  | |
| Vitória | 19-3-1 | Wilian Roberto Alves      | Nocaute Técnico (socos)                    | Fusion FN 16: Cage Fight                              | 29/09/2017 | 1     | 3:41  | Brno                     | Retornou aos Meio Pesados. |
| Vitória | 18-3-1 | Mark Tanios               | Decisão (unânime)                          | Rizin World Grand Prix 2016: 1st Round                | 25/09/2016 | 5     | 5:00  | Saitama                  | |
| Vitória | 17-3-1 | Kazuyuki Fujita           | Nocaute (soco)                             | Rizin 1                                               | 17/04/2016 | 1     | 3:18  | Nagoya                   | |
| Derrota | 16-3-1 | Muhammed Lawal            | Nocaute (soco)                             | Rizin World Grand Prix 2015: Part 2                   | 31/12/2015 | 1     | 5:09  | Saitama                  | Perdeu o Grand Prix do Rizin. |
| Vitória | 16-2-1 | Vadim Nemkov              | Nocaute Técnico (desistência)              | Rizin World Grand Prix 2015: Part 2                   | 31/12/2015 | 1     | 10:00 | Saitama                  | Semifinal do Grand Prix do Rizin.                                                                                                 |
| Vitória | 15-2-1 | Satoshi Ishii             | Nocaute (chute na cabeça e joelhadas)      | Rizin World Grand Prix 2015: Part 1                   | 29/12/2015 | 1     | 1:36  | Saitama                  | Estreia nos Pesados; Quartas de final do Grand Prix do Rizin.                                                                     |
| Vitória | 14-2-1 | Evgeni Kondratov          | Nocaute (soco)                             | ProFC 59: Battle of Kursk 3                           | 21/11/2015 | 1     | 4:23  | Kursk                    | |
| Vitória | 13-2-1 | Michał Fijałka            | Nocaute Técnico (interrupção do córner)    | GCF 31: Cage Fight 6                                  | 22/05/2015 | 1     | 5:00  | Brno                     | |
| Vitória | 12-2-1 | Rokas Stambrauskas        | Nocaute Técnico (interrupção do córner)    | GCF Challenge: Back in the Fight 4                    | 27/03/2015 | 1     | 5:00  | Příbram                  | |
| Empate  | 11-2-1 | Mikhail Mokhnatkin        | Empate (majoritário)                       | Fight Nights: Battle of Moscow 18                     | 20/12/2014 | 3     | 5:00  | Moscou                   | |
| Vitória | 11-2   | Darko Stošić              | Nocaute Técnico (socos)                    | GCF Challenge: Cage Fight 5                           | 14/11/2014 | 1     | 1:09  | Brno                     | |
| Vitória | 10-2   | Tomáš Penz                | Nocaute Técnico (joelhada voadora e socos) | GCF 28: Cage Fight 4                                  | 06/06/2014 | 1     | 0:41  | Brno                     | Defendeu o Cinturão Meio Pesado do GCF.                                                                                           |
| Vitória | 9-2    | Viktor Bogutzki           | Finalização (mata leão)                    | GCF 27: Road to the Cage                              | 21/03/2014 | 1     | 2:17  | Praga                    | |
| Vitória | 8-2    | Martin Šolc               | Nocaute (joelhada)                         | GCF 26: Fight Night                                   | 07/12/2013 | 3     | 4:00  | Praga                    | Ganhou o Cinturão Meio Pesado Inaugural do GCF.                                                                                   |
| Vitória | 7-2    | Oliver Dohring            | Nocaute (socos)                            | Rock the Cage 4                                       | 12/10/2013 | 1     | N/A   | Greifswald               | |
| Derrota | 6-2    | Abdul-Kerim Edilov        | Finalização (mata leão)                    | Fight Nights: Battle of Moscow 12                     | 20/06/2013 | 1     | 1:56  | Moscou                   | |
| Vitória | 6-1    | Radovan Estocin           | Nocaute (joelhada e socos)                 | GCF 23: MMA Cage Fight 2                              | 10/05/2013 | 1     | 0:26  | Brno                     | |
| Vitória | 5-1    | Josef Žák                 | Nocaute Técnico (interrupção médica)       | GCF 19: Back in the Fight 2                           | 15/02/2013 | 1     | N/A   | Příbram                  | |
| Derrota | 4-1    | Bojan Veličković          | Nocaute Técnico (socos)                    | Supreme Fighting Championship 1: Balkan Fighter Night | 09/12/2012 | 1     | N/A   | Belgrado                 | |
| Vitória | 4-0    | Strahinja Denić           | Finalização (triângulo)                    | Ring Fight Brno                                       | 15/11/2012 | 1     | 2:10  | Brno                     | |
| Vitória | 3-0    | Martin Vaniš              | Nocaute (socos)                            | GCF 17: Big Cage Ostrava 2                            | 20/10/2012 | 1     | 2:48  | Ostrava                  | |
| Vitória | 2-0    | Vladimír Eis              | Nocaute (joelhada)                         | GCF 15: Justfight Challenger                          | 24/08/2012 | 1     | 1:02  | Karlovy Vary             | |
| Vitória | 1-0    | Stanislav Futera          | Nocaute (soco)                             | GCF 10: Battle in the Cage                            | 07/04/2012 | 1     | 0:53  | Mladá Boleslav           | Estreia nos Meio Pesados. |